# 드림업
《드림업》(영어: Bandslam)은 미국에서 제작된 토드 그래프 감독의 2009년 뮤지컬 로맨틱 코미디 드라마 영화이다. 앨리 미샤카, 버네사 허전스, 게일런 코널, 리사 쿠드로 등이 출연하였고, 일레인 골드스미스토머스 등이 제작에 참여하였다.

## 출연진
- 앨리 미샤카
- 버네사 허전스
- 게일런 코널
- 스콧 포터
- 리사 쿠드로
- 라이언 도너후
- 찰리 색스턴
- 팀 조
- 리사 청
- 엘비 요스트
- 데이비드 보위
- 토드 그래프

## 기타 제작진
- 총괄 제작: 론 슈밋, 머리사 예레스
- 배역: 낸시 네이어
- 미술: 제프 크닙
- 세트: 칼라 커리
- 의상: 어네스토 마티네즈

## 기타 정보
- 대한민국 제공: 온타운